# Mr. Fuji
Harry Fujiwara (Honolulu, 4 de maio de 1934 — Clarksville, 28 de agosto de 2016) foi um lutador americano de luta livre profissional e depois manager, sendo mais conhecido pelo seu nome de ringue Mr. Fuji. Ele era famoso por muitas vezes jogar sal nos olhos de lutadores mocinhos.
Morreu em 28 de agosto de 2016, aos 82 anos, de causas naturais.